# Jan Skala

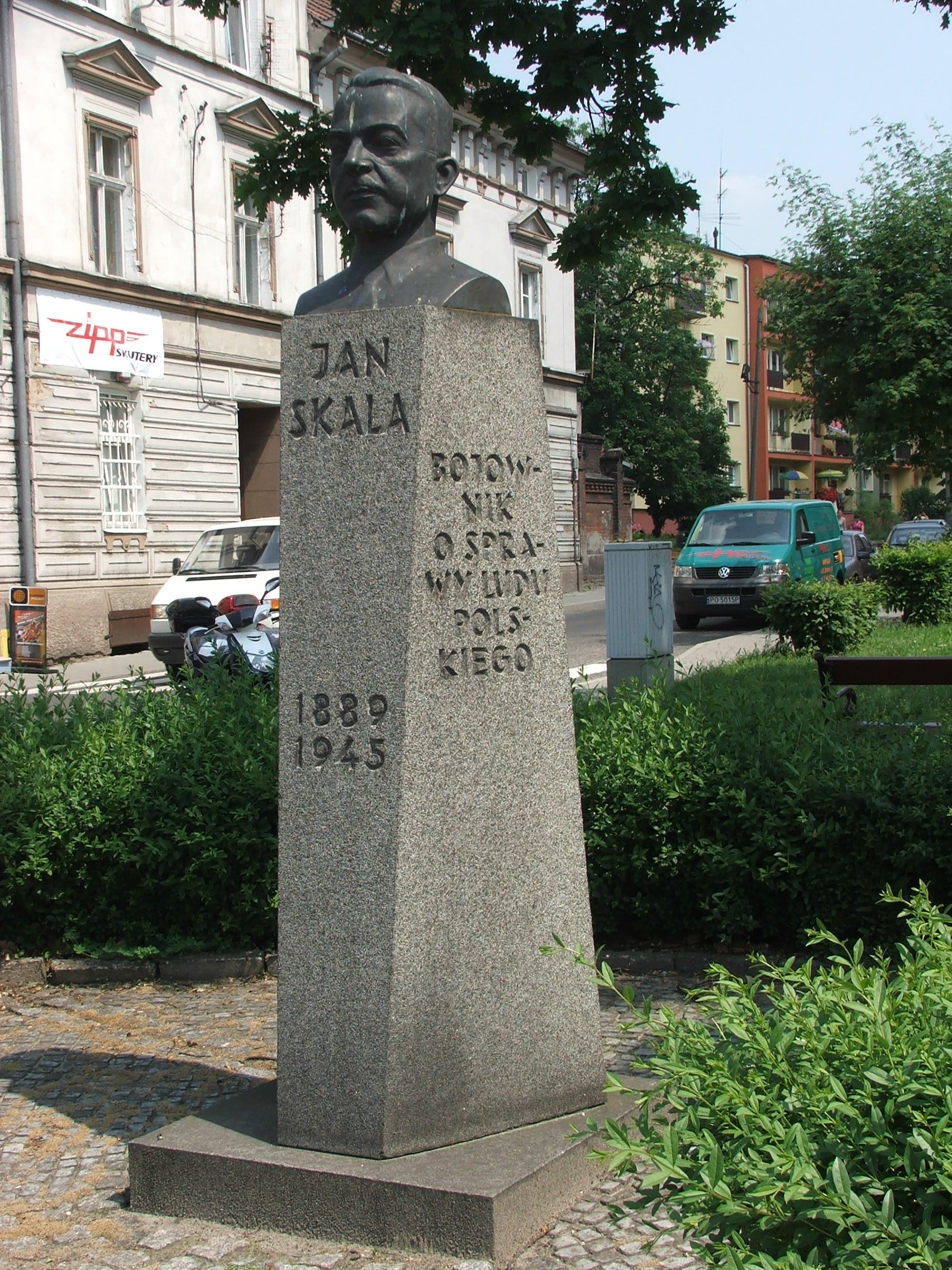
Bustul lui Jan Skala din Namysłów

Jan Skala (n. 17 iunie 1889, Nebelschütz, Saxonia, Germania – d. 22 ianuarie 1945, Dziedzice⁠(d), Gmina Domaszowice⁠(d), Voievodatul Opole, Polonia) a fost jurnalist și poet sorab, ideolog principal al mișcării naționale sorabe. În perioada interbelică (1918-1945) a desfășurat o activitate intensă în cadrul Asociației Minorităților Naționale din Germania pentru apărarea drepturilor grupurilor etnice negermane din Germania.

## Biografie
Jan Skala s-a născut la 17 iunie 1889 în comuna Nebelschütz din Germania. Era fiul unui muncitor la o carieră și al unei cusătoare de costume sorabe. După ce a absolvit Bautzen Domschule în 1901 a urmat un an la Colegiul de pregătire a profesorilor catolici. A publicat poezii în limba sorabă în 1910 și, mai devreme, câteva articole în ziarele de orientare social-democrată. A fost mobilizat în Armata Germană în timpul Primului Război Mondial și, ca soldat în Rusia și în Balcani în 1916-1918, și-a aprofundat cunoștințele de limbi slave.
Începând din 1918 până în 1919 Jan Skala a lucrat în cadrul Berlin Versorgungsamt. În timpul revoltelor organizate de Liga Spartachistă a lucrat pentru trupele Siguranței din Berlin. Apoi a obținut un post în cadrul Departamentului de Ordine Publică al poliției din Berlin-Moabit. Din 1919 până în 1920, Jan Skala a fost redactor al ziarului politic Serbski Dźenik din Weißwasser și cofondator al Partidului Popular și al asociației sportive sorabe luzaciste „Serbski Sokoł”. În 1921 a lucrat o scurtă perioadă la ziarul sorab Serbske Nowiny, apoi s-a mutat la Praga, unde a obținut un post la ziarul guvernamental Prager Presse. În ianuarie 1924 Skala a editat ziarul sorab Serbske Nowiny și a început să lucreze pentru Uniunea Polonezilor din Berlin. În perioada 1925-1927 a participat la congresele minorităților europene de la Geneva, unde a stabilit contacte cu politicieni pacifiști și progresiști. A menținut contacte cu intelectuali democrați din Cehoslovacia și Polonia.
După ce naziștii au venit la putere Skala a fost persecutat pentru activitățile sale politice din trecut. În 1936 i s-a interzis să mai lucreze ca jurnalist și numele său a fost șters din lista scriitorilor germani. În 1937 a părăsit Berlinul și s-a mutat la Bautzen. La 21 ianuarie 1938 Skala a fost arestat împreună cu dr. Jan Cyž și cu Jurij Měrčink; toți trei au fost acuzați de conspirație împotriva statului german. Tribunalul Poporului din Berlin i-a condamnat la 1 iunie 1939 pe dr. Cyž și pe Měrčink pentru trădare. Acuzatul Skala fusese eliberat din închisoare din motive de sănătate încă din 26 octombrie 1938.
Din 1939 până în 1943 a lucrat la diverse companii din Bautzen și Berlin. În 1943 a decis să se refugieze de bombardamentele care aveau loc la Berlin și s-a mutat la familia soției sale din satul Dziedzice, aflat în Silezia Superioară. Din 1943 până în 1945 a lucrat la compania Elektroakustik din Namysłów, oferind sprijin luptătorilor din rezistența poloneză. La 22 ianuarie 1945 a fost omorât la Dziedzice de un soldat al armatei sovietice.

## Activitatea culturală
Jan Skala a fost un patriot sorab și militant de stânga al sorabilor din Luzacia, care a fost cunoscut, de asemenea, ca jurnalist, poet și prozator. În jurul vârstei de 20 de ani a scris în ziarele socialiste germane. A început să scrie versuri în limba maternă în 1911. Scrierile sale au mai mult accente sociale decât accente patriotice sau romantice precum era situația scriitorilor mai vechi ai sorabilor din Luzacia. După Primul Război Mondial el a publicat două cărți de poezie: Drobjence („Firimituri”, 1920) și Škre („Scântei”, 1923). Poemele din volumul Drobjence aveau un puternic ton patriotic sub influența unui alt poet sorab, Jakub Bart-Ćišinski. Unul dintre poeme era un apel pentru ajutor și sprijin în lupta sa pentru drepturile sorabilor din Germania îndreptat către poporul iugoslav. Volumul Škre conține poezii de dragoste. Ca prozator, Jan Skala este cunoscut pentru câteva povestiri, cea mai importantă dintre ele fiind Stary Šymko („Bătrânul Schimko”) în care descrie modul în care industriașii capitaliști i-au exploatat și înșelat pe sorabii care trăiau în zonele mlăștinoase din Luzacia. O antologie a poeziei sale a fost publicată în 1985 sub titlul Jan Skala și editată de J. Łušćanski și K. Lorenc.
Pentru activitatea sa din cadrul Uniunii Polonezilor a fost considerat ca lider al minorității poloneze din Germania. Jan Skala a militat pentru creșterea autonomiei culturale a polonezilor și a sorabilor, insistând asupra faptului că autonomia culturală existentă era orientată către minoritățile mai bine organizate și mai bogate - mai ales Auslandsdeutschen. Mai mult, el a susținut că Congresul Naționalităților nu era decât un paravan pentru extinderea influenței germane. Pe de altă parte, el a observat că incapacitatea minorităților mai sărace de a obține autonomia culturala va duce în timp la asimilarea lor. În timpul luptei sale pentru drepturile minorităților din anii 1930 în Reichul german, el a publicat în aprilie 1936 două articole în revista Slavonic and East European Review, organul de presă al Școlii de Studii Slavice și Est-Europene din cadrul Universității din Londra, sub pseudonimul Sorabicus.

## Cinstirea memoriei sale
În orașul polonez Namysłów a fost înălțat în 1965 un monument în memoria lui Jan Skala. De asemenea, o stradă din orașul german Bautzen a fost numită după Jan Skala.